# 英商上海電車公司大樓
英商上海電車公司大樓是上海市的一座歷史建築，位於南蘇州路185號。這棟建築是英商上海電車公司的總部，竣工於1908年。英商上海電車公司大樓被列入上海市第五批優秀歷史建築名單。